# Triinu Kivilaan
Triinu Kivilaan (Viljandi, Estonia; 13 de enero de 1989) es una cantante estonia. 
Participó como bajista y cantante del grupo Vanilla Ninja luego de que Maarja Kivi dejase el grupo. Sin embargo, en 2005, ella también decidió dejar la banda que continuó como un trío.
Actualmente Triinu se desempeña como modelo y cantante solista.
En su carrera de solista, ella lanzó su disco debut Now And Forever a mediados del 2008, desprendiéndose los videoclip singles Fallen, Home y Be Whit You (se pueden ver en Myspace).
- Datos: Q240735
- Multimedia: Triinu Kivilaan / Q240735